# Vendels förlag
Vendels förlag är ett svenskt förlag för poesi och essäistik. Det grundades 2017 och är inriktat på smal litteratur. Förlaget drivs av ett tiotal personer, som alla medverkar vid sidan av sitt huvudsakliga arbete.
Förlaget har sin bas i Malmö och Uppsala och drivs av en grupp vänner. Förlaget är uppkallat efter förläggaren Johan Jönsson, som heter Vendel i andranamn.